# Joan Lingard
Pour les articles homonymes, voir Lingard.
Joan Amelia Lingard, née le 23 avril 1932 à Édimbourg et morte le 12 juillet 2022 dans la même ville, est une autrice britannique de romans et de livres pour les enfants et la jeunesse. Elle publie une vingtaine de romans destinés aux adultes et de 50 à 60 romans pour les enfants et la jeunesse. Elle remporte plusieurs prix littéraires des années 1980 aux années 2000, dont le Scottish Arts Council Award en 1994 et 1998.   

## Biographie

### Jeunesse et formation
Joan Amelia Lingard est née à Édimbourg, en Écosse, le 23 avril 1932, à l'arrière d'un taxi, sur le Royal Mile. Son père travaille dans la marine et sa mère est une scientifique. Elle passe son enfance et sa jeunesse à Belfast, en Irlande du Nord. Là, elle fréquente la Bloomfield Collegiate School. Elle est fascinée par les livres dès son plus jeune âge et, encouragée par sa mère, à onze ans, elle écrit un livre d'aventures inspiré d'Enid Blyton, avec des illustrations, une couverture, une quatrième de couverture et un numéro de série. Sa mère meurt quand elle a 16 ans et elle quitte l'école pour travailler. Elle encadre des enfants dans un immeuble délabré de Belfast, en raison de la grave pénurie d'enseignants au début des années 1950. Deux ans plus tard, elle retourne en Écosse avec son père. Elle travaille d'abord comme bibliothécaire à Édimbourg, à la bibliothèque publique. Elle suit ensuite une formation d'enseignante au Moray House College of Education. De 1953 à 1961, elle enseigne dans une école de village à Midlothian,. 

### Œuvre littéraire
Parallèlement, elle travaille sur un roman qu'elle envoie à divers éditeurs. Il est publié par Hodder & Stoughton. Ce n'est donc qu'en 1963, à l'âge de 30 ans, que Joan Lingard commence sa carrière d'écrivain avec un roman pour adultes intitulé Liam’s Daughter. Cinq autres romans paraissent rapidement avant qu'elle ne publie un livre pour la jeunesse en 1970. 
Pour ce livre, elle repense les personnages adultes déjà imaginés pour en faire les protagonistes adolescents de The Twelfth Day of July. Ce livre est le premier d'une carrière de création exceptionnellement réussie et fructueuse en tant qu'autrice de livres pour enfants et adolescents. Il constitue le premier livre d'une série en cinq parties de Kevin et Sadie, deux adolescents nord-irlandais, la protestante Sadie Jackson et le catholique Kevin McCoy qui nouent et entretiennent une relation amoureuse dans l'environnement religieux divisé et agressif de Belfast. Joan Lingard souhaite, à travers cette série, encourager les jeunes à ne pas adopter aveuglément les préjugés de leurs parents,,. Seize ans plus tard, le livre reçoit le Preis der Leseratten (de) des jeunes téléspectateurs de l'émission de la chaîne ZDF Schüler-Express (de). Il se vend ensuite à plus d'un million d'exemplaires. Le volume suivant, Across the Barricades, reçoit en 1972 le célèbre prix allemand Buxtehude Bull (en). Après ces distinctions à l'étranger, de nombreuses prix suivent au Royaume-Uni. 
En 1998, Joan Lingard est décorée MBE de l'Ordre de l'Empire britannique pour ses services à la littérature pour jeunes adultes. 
Elle écrit des livres pour la série Maggie, qui compte quatre volumes. La série se déroule à Glasgow dans une famille ouvrière,.
Édimbourg, à son tour, est le décor de romans pour la jeunesse tels que Rags and Riches (1988) et Glad Rags (1990). Les romans pour adultes A Secret Place (1998), Tell the Moon to Come Out (2003) et Encarnita's Journey (2005) se déroulent en Espagne, où Lingard passe quelques mois chaque année, tandis que The Kiss (2002) se déroule à Paris. En plus des histoires d'origine nord-irlandaise, d'autres œuvres de Joan Lingard, notamment Tug of War et Between Two Worlds, s'inspirent des expériences de vie de son mari, qui, enfant, a dû fuir son pays d'origine, la Lettonie, via l'Allemagne vers le Canada avec ses parents après l'invasion soviétique en 1944.De même, les expériences de ses grands-parents se retrouvent dans The Eleventh Orphan et dans la suite The Chancery Lane Conspiracy, et celles de son père marin dans After You've Gone qui incorpore des parties du journal tenu par son père lors d'un voyage d'un an avec la flotte britannique en 1924, mais se concentre davantage sur les expériences de sa femme laissée à Édimbourg.
Dans le roman pour la jeunesse, The File on Fraulein Berg (1980), elle fait référence à un incident peu glorieux auquel elle a participé lorsqu'elle était étudiante, à savoir faire un enfer de la vie de son professeur d'allemand, injustement soupçonné d'espionnage. Enfin, elle traite également l'épisode de la vie de sa fille alors âgée de 15 ans, qui a eu des démêlés avec la justice dans le mouvement antinucléaire dans The Guilty Party Elle consacre également trois livres au bien-être animal : les oiseaux dans The Egg Thieves (2002) et d'autres animaux dans les livres Tilly and the Wild Goats (2005) et Tilly and the Badgers (2006).
Jusqu'au bout, Joan Lingard écrit ses manuscrits à la main, en notant les changements de texte dans les marges, puis en retapant le tout. Au total, elle réalise plus de 70 projets de livres, dont près de 20 pour adultes et plus de 50 pour enfants et jeunes. Il existe également une série de pièces radiophoniques pour enfants en 16 parties conçue et mise en œuvre pour la BBC en 1995 et se déroulant à Belfast. Elle a souvent lu dans les écoles au Royaume-Uni, et en Allemagne, beaucoup de ses œuvres sont utilisées dans les cours d'anglais. 
Son dernier livre, Trouble on Cable Street, paraît en 2014. Il est présélectionné pour les Little Rebels Award (de). 
Joan Lingard est mariée avec un architecte letton, Martin Birkhans. Elle a trois filles d'un précédent mariage et ils vivent à Édimbourg. Elle y meurt le 12 juillet 2022 à l'âge de 90 ans,.

## Distinctions
- 1986 : Preis der Leseratten (de) pour The Twelth day of July[14]
- 1986 : Prix Buxtehuder Bulle pour Across the Barricades[6]
- 1988 : Federation of Children's Book Groups (en) award
- 1989 : 
  - Tug of War est présélectionné pour la Médaille Carnegie en littérature[2]
  - Federation of Children's Book Groups Award pour Tug of War[14]
- 1990 : 
  - Sheffield Book Award pour Tug of War[14],[2].
  - Présélection de Tug of War pour le Lancashire County Library Children's Book of the Year Award
- 1994 : Scottish Arts Council Children’s Book Award
- 1998 : 
  - Scottish Arts Council Children's Book Award pour Tom and the Tree House[2]
  - MBE , Ordre de l'Empire britannique pour services rendus à la littérature de jeunesse[15]
- 2006 : Présélectionnée pour le Royal Mail Award for Scottish Children’s Books pour The Sign of the Black Dagger[15]
- 2007 : Présélectionnée pour le Prix Astrid-Lindgren[14]
- 2009 : Royal Mail Award for Scottish Children's Books
  - 2007: Prix commémoratif Astrid-Lindgren
  - 2009: Royal Mail Award for Scottish Children’s Books
- 2015 : Présélection pour le Little Rebels Award de Trouble on Cable Street

## Œuvres (sélection)

### En anglais

#### Romans pour adultes
- (en) Liam's Daughter, Londres, Hodder & Stoughton, 1963
- (en) The Prevailing Wind, Londres, Hodder & Stoughton, 1964
- (en) The Tide Comes In, 1966
- (en) The Lord On Our Side, Londres, Hodder & Stoughton, 1970 (ISBN 978-0-340-12869-5)
- (en) The Second Flowering of Emily Mountjoy, 1979
- (en) Reasonable Doubts, 1986
- (en) The Women's House, 1989
- (en) The Kiss, 2002
- (en) Encarnita's Journey, 2005
- (en) After You've Gone, 2007

### Romans pour la jeunesse
- The Twelfth Day of July , Nashville, T. Nelson Publishers, 1972,  (ISBN 978-0-8407-6254-2).
- Avec Priscilla Clive, Frying as Usual, Londres, . Hamish Hamilton, 1973,  (ISBN 978-0-241-02226-9)
- Across the Barricades, Nashville, T. Nelson Publishers, 1973,  (ISBN 978-0-8407-6280-1)
- The Clearance, Londres, Hamilton Hamilton, 1974  (ISBN 978-0-241-89021-9) (Série Maggie)
- The Resettling, Londres, Hamish Hamilton, 1975 (série Maggie)
- The Pilgrimage, Nashville, T. Nelson Publishers, 1976,  (ISBN 978-0-8407-6500-0) (série Maggie)
- The Reunion, Nashville, T. Nelson Publishers, 1978,  (ISBN 978-0-8407-6592-5) (série Maggie)
- The File on Fraulein Berg, New York, Elsevier/Nelson Books, 1980,  (ISBN 978-0-525-66684-4)
- The Guilty Party, Londres, Hamish Hamilton, 1986,  (ISBN 978-0-241-12081-1)
- Rags and Riches, Londres, Hamilton, 1988,  (ISBN 978-0-241-12204-4)
- Tug of War, New York, Lodestar Books, 1989,  (ISBN 978-0-525-67306-4)
- Avec Paul Howard, Tom and the Tree House Londres, Hodder Children's, 2002,  (ISBN 978-0-340-71664-9)
- The Sign of the Black Dagger, Londres, Puffin, 2005,  (ISBN 978-0-14-132008-3)
- The Eleventh Orphan, Londres, Catnip, 2008,  (ISBN 978-1-84647-052-3)
- Trouble on Cable Street, Londres, Catnip, 2014,  (ISBN 978-1-84647-185-8)

### En français
- Au-delà des barricades, Jean-François Crochet (trad.), Duculot, 1973  (ISBN 978-2801100943)
- Touffe et l'agneau, avec Patricia Casey, Père Castor, 1995  (ISBN 978-2081607354)
- Ouvert tous les jours, Flammarion, 2013  (ISBN 978-2081617421)
- Le 12 juillet, Flammarion, 2021  (ISBN 9782081617773)